# Suceava (stacja kolejowa)
Suceava (rum: Gare Suceava, zwany również Gara Burdujeni) – stacja kolejowa w Suczawa, w Okręgu Suczawa, w Rumunii. Stacja jest obsługiwana przez pociągi CFR Călători.
Znajduje się w części miasta Burdujeni (dawniej osobna miejscowość), przy Strada Nicolae Iorga. Dworzec kolejowy został wpisany na listę zabytków Okręgu Suczawa w 2004 r.
Dworzec kolejowy Suceava został wybudowany w latach 1892-1902. W latach 1902–1918 była to stacja graniczna na granicy austriacko-węgierskiej. Zabytkowy budynek dworca kolejowego Burdujeni ma barokowe wpływy i został zaprojektowany w stylu architektonicznym dworca kolejowego we Fryburgu, w Szwajcarii.
Stacja kolejowa była zamknięta w latach 2000-2006, w celu przeprowadzenia prac remontowych. W czasie tego okresu, ruch kolejowy został przekierowany do dworca Suceava Nord.

## Linie kolejowe
- Bukareszt – Vicșani
- Suceava – Ilva Mică[potrzebny przypis]